# Classe 66/5
La Classe 66/5 est une sous-série de locomotives diesel de la Classe 66 de type Co-Co des chemins de fer britanniques. Ces machines exploitées par  Freightliner sont numérotées 66501-81.

## Caractéristiques
Freightliner avait initialement remotorisé en Classe 47 des locomotives Classe 57/0 de British Rail. Toutefois, la conception EMD des locomotives Classe 66 avait montré son intérêt chez le concurrent EWS.  Après une première commande de cinq locomotives, Freightliner en commanda encore un petit nombre.
Les machines n° 66501-37 sont équipées de l'ancienne disposition des feux lumineux semblable à celle des 66/0, tandis que celles numérotées 66538-81 ont les nouveaux feux Group Standard.
La locomotive n° 66521 a été radiée du service après l'accident de Great Heck le 28 février 2001 qui vit la mort de son conducteur. La machine n° 66526 a été baptisée Driver Steve Dunn (George) en son honneur.
La locomotive n° 66522 East London Express a reçu une livrée particulière, la moitié de la caisse étant peinte en vert citron, couleur de Shanks Group et le reste vert foncé, livrée standard de Freighliner.
Freightliner a par la suite acheté des locomotives de la sous-série 66/6 à transmission démultipliée et 66/9, variante à basses émissions.

## Sous séries
Sous-séries de la Classe 66
- 66/0
- 66/4
- 66/5
- 66/6
- 66/7
- 66/9